# AIスーツケース

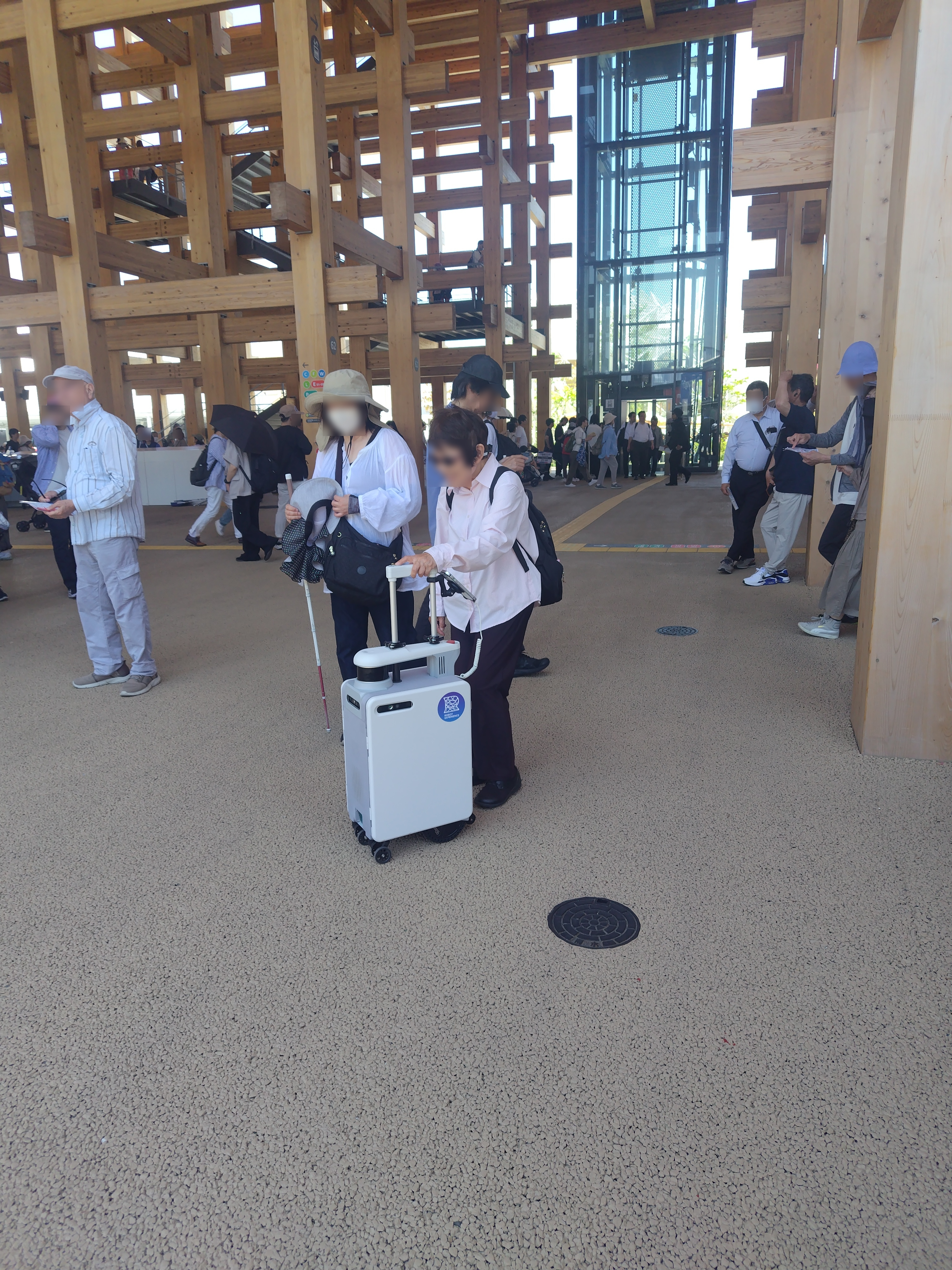
大阪・関西万博で実証実験中のAIスーツケース

AIスーツケース（エーアイスーツケース）は、視覚障害者の歩行を支援する、人工知能（AI）を搭載したスーツケース型の自律型誘導ロボットである。

## 開発の経緯
開発者の浅川智恵子は、小学5年生の時の水泳中の事故が原因で14歳の時に視力を失った。盲学校から追手門学院大学英文科に進学。1982年に卒業後、日本ライトハウスで視覚障害者向けの情報処理を学んだのち、1985年に日本アイ・ビー・エム（以下、日本IBMと略記）に入社。2005年にシニアテクニカルスタッフメンバー、2009年には日本人女性としては初のIBMフェローに就任した。その頃にはスマートフォン（以下、スマホ）が普及し始め、スクリーンリーダーにより視覚障害者の情報へのアクセシビリティが向上した。
2013年より、スマホを使用して視覚障害者の移動のアクセシビリティを支援する「NavCog」の開発に着手した。衛星測位システムを利用したGPSは屋内での測位精度は低く、実用に用いることは困難であったが。その頃にはBluetooth Low Energy（BLE）が開発されており、このシステムを屋内での誘導に用いることとした。建物内に10～20m間隔でビーコンを設置し、スマホで建物内のそれぞれの位置の信号強度を測定。使用時には、測定した電波から位置を推定するものであるが、スマホに搭載した加速度計やジャイロスコープ、気圧計などのセンサによる情報も活用し、誤差1～2m程度の精度で視覚障害者を誘導することができた。実際に建物内で使用するにはトポロジカル・ルート・マップやPoint of interest（POI）の地理空間情報を用意する必要がある。定期的なバッテリーのメンテナンスや、映画館や体育館など大空間では設置場所が限られる制約もあった。「NavCog」は清水建設が運営を担当し、同社と日本IBM、三井不動産が共同で、COREDO室町1・2・3で2017年2月の実証実験を経て2019年より実装された。
「NavCog」は、視覚障害者が白杖や盲導犬とともに目的地に向かうことを支援するシステムであり、途中の障害物や歩行者との衝突回避は別の課題となる。白杖を使うと障害物や段差など一歩先の情報を得ることができるが、いつの間にか左右いずれかに曲がって歩いてしまう現象が起きる。浅川は、白杖に代わるサポートロボットの開発を提案した。あるとき、海外出張に向かっていた浅川が両手にそれぞれ白杖とスーツケースを持って歩いていると、両手がふさがる不便さを感じた。試しにスーツケースを前に押して歩いてみると、スーツケースは身体より先に壁にぶつかり、段差では足より先に落ちた。一歩先を確認する方法として適していると考え、2017年よりカーネギーメロン大学の学生と「AIスーツケース」の開発プロジェクトを開始する。ユーザーの歩行速度に合わせて駆動するモーターはスーツケースに収めるには大きすぎ、小さいモーターを試すと、今度は速度が上がらなかった。条件に合うモーターを見つけ出し、すべての部品をケースに収め駆動させたところ、左右に振れて安定して進まないなど開発は難航した。通常の自動走行ロボットは最短経路を採るため曲がり角では壁に近づいて進むが、随伴する視覚障害者が壁にぶつかってしまうため、ソフトウェア面でも改良を要した。2018年に初の試作機が完成。一般的な大きさのスーツケースには収まらず、金属製のフレームを使用した。電気掃除機のような大きな作動音がしたが、10名の視覚障害者と実験を行うことができ、使用前と使用後でロボットに対する信頼性が大幅に向上した。この成果の論文は、2019年のAssociation for Computing Machineryの国際会議で発表された。第二世代では機器の小型化により、スーツケースに納めることができた。第三世代では、インダストリアルデザイナーの吉本英樹の紹介で、グローブ・トロッター社の協力を得て市販のスーツケース一体型とした。2019年12月、「一般社団法人次世代移動支援技術開発コンソーシアム（通称 AIスーツケース・コンソーシアム）」設立。正会員に清水建設、オムロン、アルプスアルパイン、日本IBM、賛助会員には日本盲導犬協会、エース、早稲田大学先進理工学研究科 物理学及応用物理学専攻 森島繁生研究室、慶應義塾大学、日本科学未来館ほかが参画した。アルプスアルパインは触覚技術や車載センサ、オムロンは顔認識システム、日本IBMはIBM Watsonを使った音声対話技術、三菱自動車工業は省電力や小型化に関する技術、清水建設は屋内での位置測定・ナビゲーション技術と、各社から提供を受けた技術の実装を担当する。
2021年には、カーネギーメロン大学最寄りのピッツバーグ国際空港で実証実験が行われた。周囲を人に囲まれると位置推定アルゴリズムが正常に作動せず、立ち止まってしまった。白杖を使用していないため周囲からは視覚障害者と認識されない問題も明らかになった。
2019年、科学技術振興機構から浅川に対し、東京臨海副都心にある日本科学未来館の館長就任の打診があった。2021年4月に、同館が開館した2001年より館長を務めた毛利衛に代わって浅川が2代目館長に就任。AIスーツケースに関する取り組みとしては、2023年1月には同館から最寄り駅までの屋外ナビゲーションの実証実験を行い、2024年4月18日からは一般来館者を対象にした、常設展会場における体験ツアーを実施している。2025年4月から10月にかけて開催される大阪・関西万博でも「ロボットエクスぺリエンス」の一環として実証実験が行われる。

## 構造と操作
旅行鞄として用いられるスーツケースを模した形状で、2022年に新千歳空港の実証実験で使われたモデルでは重量は約15kg。上部にRGBの色相に加え深度（Depth）を計測し距離画像により周囲の歩行者を認識する「RGBDカメラ」と、レーザーで壁や障害物までの距離を計測する「LiDAR」が載っている。ケース内の左側にはGPUコンピュータがあり、RGBDカメラの情報を解析し歩行者との衝突を回避する。右側の小型コンピュータでは、トポロジカルルートマップ、POIマップ、LiDARマップの3種類の地図情報の管理、LiDARによる位置情報の推定、ユーザインタフェースの制御などを行う。中央部には3時間程度可動可能なバッテリー、下部にはブラシレスモータがあり、直径3インチの車輪を直接駆動させる。この車輪サイズでは点字ブロックを乗り越える際に左右に大きく揺れるが、ハンドルを支えることで通行可能である。2025年モデルでは車輪機構を改良し段差通過性が向上されるとともに、低位置の障害物を検知するLiDARのセンサが追加実装された。2021年の実験では、顔認識と表情推定のできるカメラと画像認識処理を行うパソコン、利用者に情報伝達を行うスピーカー・バイブレータを搭載したバックパックが併用された。
建物内では、事前にセンサを取り付けたスーツケースを使ってLiDAR点群、慣性計測装置（IMU）、受信信号強度（RSS）のデータを収集する。この時に取得した情報からSLAMアルゴリズムにより、高精度なLiDAR点群マップおよび、RSSと位置を対応させたデータベースに基づく電波強度マップを得る。位置推定を行う際には、測定したRSSを電波強度マップと照合し、精度15m程度で位置を絞り込んだ後、LiDAR点群を点群マップと照合して数cm〜10cmの精度で姿勢（位置および方向）を算出する。その後はLiDAR点群とIMUで姿勢の移動を追跡する。複数の階や、広い床面積を持つ建物ではRSSと高度計を併用して階層を切り替えたり、広い面積を分割してマッピングを行うなどの処理が行われる。マップサーバーは最短経路を本体に送信することから、曲がり角に面した売り場をショートカットするようなことが起こりうるため、必要な調整が行われる。建物管理者側により、テナントの店名や棚に陳列された商品、行列が生じる可能性のある個所など、視覚障害者の案内に資する情報も入力可能である。屋外での位置情報の測位にはリアルタイムキネマティック（RTK）の技術も利用される。RTKは数cm程度の精度の位置情報が得られるが、方位を確定できないため、LiDAR点群とIMUを併用する。
利用者は、ユーザインタフェースとなるBluetoothで接続したスマホの専用アプリとスーツケースのハンドルを介して操作を行う。アプリに登録された目的地を選択し、ハンドルを握るとタッチセンサが感知し、目的地へと移動を開始する。ハンドルから手を離すと停止する。ハンドル上部のボタンにより、毎秒0m（停止）から1m（時速3.6m）まで、0.05m刻みで速度調節が可能である。ハンドル上部と左右のバイブレータで、利用者に対し駆動開始や進行方向を触覚で伝えることにより聴覚をほかの目的に振り分けることができる。2025年時点のモデルではハンドルの高さを調節できるとともに、利き手を問わず左右どちらの手でも利用できるデザインとなった。

## 先行、並行する研究
移動ロボットを用いた視覚支援技術には、以前にも1977年に当時の工業技術院の舘暲により盲導犬ロボットが提唱された。山梨大学の森英雄はカメラで道路の白線や障害物を認識し、音声で利用者とやり取りする会話型ナビゲーションを搭載したロボットの研究を行った。カリフォルニア大学バークレー校では、マサチューセッツ工科大学が開発した4足歩行ロボット「Mini Cheetah」を利用した盲導犬ロボットの研究を行っている。
ミシガン大学では、視覚障害者向け移動支援ツール「The GuideCane」を開発したが、その開発は止まっているようである。
超音波センサを使用したスマート電子白杖も開発されているが、普及は限定的である。
清水建設はAIスーツケース・コンソーシアムの参画企業の一社であるが、追加のセンサやアクチュエータを着脱できる拡張性、力覚センサによる操作、コンソーシアム版では建物など周辺情報をスマホから音声で行うが、これを本体から行えるようにするなど、独自の改良を施した「シミズ版AIスーツケース」を開発している。

## 今後の課題
2025年時点の技術では、すでに用意されている地図情報をもとにしたナビゲーションを行うが、視覚障害者がAIスーツケースとともに地図情報のない初めての土地に降り立った時に、パターン認識や光学文字認識技術を使用して、案内看板などの情報をもとに「マップレスナビゲーション」を行うことが将来的に検討される。その際に、レーザーを利用したLiDARがガラスを検出することが困難であることから、経路上にガラス戸などがある場合にはナビゲーションが難しくなる問題にもつながる。AIスーツケースは内部に機器が収まっているため荷物の収容能力はないが、買い物メモに基づいて商店の売り場まで案内して、荷物を運ぶ機能も持つ「AIショッピングカート」、利用者との対話から利用者の関心を導き出し、インタラクティブに提案する機能も検討されている。歩行者用信号機の色の認識や、エレベーターの呼び出しや目的階ボタンの操作も今後の課題となる。ウェアラブルにすると、1歩先を物理的に認識することが困難になるため、現段階では難しいと考えられる。
AIスーツケースは言葉を認識することができるのに対し、盲導犬はAIスーツケースが苦手とする階段を容易に昇り降りすることができるなど移動能力に優れている。日本科学未来館副館長の高木啓伸は、AIスーツケースが完全に盲導犬に置き換わるのではなく、盲導犬では困難な部分について、できることを広げていきたいと述べている。